# 迷子
迷子（まいご）とは、自分が現在いる場所や保護者の所在が分からなくなり、自宅や目的地に到達することが困難な状況に陥った子供、もしくはその状態を指す。
百貨店や行楽地、その他雑踏においては、本人の目的に関わりなく、引率者から子供の所在を確認できなくなった時点で迷子とみなされる。
子供だけではなく、成人でも初めて訪れた場所などでは同様の状況に陥りやすくなり、迷子と呼ばれることがある。また知的障害や自閉症、認知症の成人にも起こりやすいが、こちらは徘徊（はいかい）と呼ばれることが多い。
迷子は、警察機関や施設管理者等により適切に保護されなければ、第三者による誘拐(連れ去り)や猥褻行為などの対象となる可能性があり、生命に危険が及ぶ場合もある。

## 迷子の保護方法
迷子センター
迷子の発生が予測される海水浴場や行楽地などでは、迷子の保護を目的として迷子センターが設置されたり、管理事務所がその役割を担ったりすることが多い。職員などによって連れてこられたり、自分で迷子センターを訪れたりした子供を保護し、引率者を場内放送などで呼び出して再会させる。
迷子札
迷子になることが予想される子供に、あらかじめ氏名、住所、電話番号などを書いた札を持たせ、子供を保護した人からの連絡を求めるものである。迷子札を落とさないように、また迷子札を所持していることがわかりやすいように首からぶら下げることが多いが、遊んでいるうちに紐が引っかかって首を吊ってしまう事故が発生したり、名札と同様、誘拐事件などに利用されたりすることがあり、現在ではあまり推奨されていない。
GPS
近年では、子供にGPS端末、あるいはGPS機能を持つ携帯電話を持たせることも多い。必要なときにいつでも子供の所在を確認できるため、迷子のほか、連れ去り事件などを懸念する親が持たせることが多い。
迷子石
迷子しるべ石などとも呼ばれる。現代ほど通信手段や行政機構が発達していなかった江戸時代から明治時代にかけて使われた。人通りが多い寺社や橋などに建てられた石柱に、行方不明になったり、保護あるいは見掛けたりした子供の特徴を書いて貼った。確認されただけで全国に30カ所程度あったと記録される（天理大の斉藤純教授によると、現存して年代がわかるもので再建したものも含めて23例、記録だけのもの9例、年代不明・模造品なども含めて40例が確認される）。
記録に残るものでは、随筆の『摂陽奇観』にある文政4年（1821年）11月の記述で、大坂の3社寺に奇縁氷人石が設置された話が掲載されているが現存はしていない。次に古いとされる記録は、北野天満宮の奇縁氷人石で文政5年正月に設置の銘が確認できる。
京都では、北野天満宮の「奇縁氷人石」、八坂神社の「月下氷人石」、誓願寺前が著名である。この氷人というのは、仲人の意味で中国の故事にちなむもので、迷子の他、結婚相手探しや乳母の求人、算術の問題などが張られることもあった。
湯島天神（東京）などに現存する。2018年刊行の『広辞苑』第7版に収録されたほか、平岩弓枝、梶よう子、藤井邦夫、庄司圭太らが時代劇小説のテーマとしている。
新聞の尋ね人欄
明治以降は、迷子の保護は警察や養育院が担うことになり、新聞に尋ね人の欄が掲載されるようになった。